# Katholische Wohltätigkeitsanstalt zur heiligen Elisabeth
Die Katholische Wohltätigkeitsanstalt zur heiligen Elisabeth ist eine Stiftung öffentlichen Rechts mit Sitz in Reinbek bei Hamburg.
Sie ist Rechtsträgerin von Krankenhäusern, Altenheimen und anderen sozialen Einrichtungen, in denen ca. 4500 Mitarbeiter tätig sind. Durch Zusammenschluss mit der Kirchlichen Stiftung St. Bernward Hildesheim entstand ab 2013 der Elisabeth Vinzenz Verbund, der seit Anfang 2014 in der Rechtsform von Gesellschaften mit beschränkter Haftung (GmbH) und einer zentralen Holding in Berlin als Rechtsträger der Krankenhäuser und sozialen Einrichtungen fungiert.

## Struktur
Oberstes Entscheidungsorgan der Stiftung ist ein Kuratorium, das aus Mitgliedern der Provinzleitung der Provinz Deutschland sowie der Generalleitung der Kongregation der Schwestern von der heiligen Elisabeth besteht.
Die Vertretung erfolgt durch eine Geschäftsführung.

## Geschichte
Seit 1842 entwickelte sich in Neisse/Schlesien die Kongregation der Schwestern von der heiligen Elisabeth. Da katholische Ordensgemeinschaften im protestantischen Preußen damals keine Rechtspersönlichkeit erhielten, gründete die Generaloberin Maria Merkert am 8. Januar 1864 in Neisse die Katholische Wohltätigkeitsanstalt zur heiligen Elisabeth (KWA). Sie übernahm die rechtliche Vertretung der Schwesterngemeinschaft. Nachdem die Elisabethschwestern im dänischen Krieg mit großem Einsatz verwundete Soldaten gepflegt hatten, verlieh der preußische König Wilhelm I. der KWA am 23. Mai 1864 die Korporationsrechte. Damit wurde die KWA zu einer juristischen Person.

## Einrichtungen

### Krankenhäuser
- Krankenhaus St. Elisabeth und St. Barbara, Halle (Saale)
- Krankenhaus St. Joseph-Stift, Dresden
- St. Joseph Krankenhaus, Berlin
- St. Adolf-Stift, Reinbek
- St. Elisabeth-Krankenhaus, Lahnstein
- Sankt Elisabeth-Krankenhaus, Eutin
- Krankenhaus St. Marienstift Magdeburg, Magdeburg

### Altenheime
- Schwesternaltenheim St. Theresienstift, Berlin-Schlachtensee
- Altenheim Haus Maria Elisabeth, Hofheim/Taunus
- Schwesternaltenheim St. Elisabeth, Reinbek
- Altenheim St. Elisabeth-Heim, Weimar

### Sonstige Einrichtungen
- Schwestern-Erholungsheim, Timmendorfer Strand
- Schwestern-Erholungsheim, Grainau
- Schwestern-Erholungsheim, Ützdorf bei Berlin

### Beteiligungen
- Krankenhaus-Service-Gesellschaft KSG, Reinbek
- Klinik-Service-Dresden GmbH, Dresden
- Pro care Service GmbH, Rheine
- Auxilia GmbH, Berlin
- Hospiz am St. Elisabeth-Krankenhaus gGmbH, Halle (Saale)